# Billy Twomey
Pour les articles homonymes, voir Twomey.
Billy Twomey (de son nom véritable William Twomey, né le 14 avril 1977) est un cavalier irlandais de saut d'obstacles.

## Biographie
Billy Twomey a grandi à Cork, dans le sud de l'Irlande, et a appris à monter à cheval très tôt. En Irlande, il remporte plusieurs titres en saut d'obstacles à l'adolescence. Plus tard, il déménage aux Pays-Bas, où il est formé par Albert Voorn. En conséquence, il déménage en Grande-Bretagne, où il est formé par Michael Whitaker. Il vit depuis chez ses sponsors, Sue et Eddie Davies, à Pewit Hall, Nantwich, dans le Cheshire.
Jeune cavalier, il a participé aux championnats d'Europe de son groupe d'âge en 1997 et 1998. Pendant des années, Twomey fait partie de l'équipe irlandaise en Coupe des Nations ; en 2000, il faisait partie de la short list pour les Jeux olympiques d'été. En 2003, il monte Luidam aux Championnats d'Europe à Donaueschingen, en 2006 il participe aux Jeux équestres mondiaux à Aix-la-Chapelle avec cette même monture.
En avril 2008, il perd son cheval Pikap après une chute dramatique au concours à Grobbendonk. L'étalon se casse une jambe à la réception d'un obstacle, et renverse son cavalier sous lui. À la suite de l'accident, le cheval gris est euthanasié. Twomey, qui est resté inconscient après la chute près de trois quarts d'heure, avec des côtes cassées et des blessures à la tête, écope d'une jambe cassée, est hospitalisé et a fait une pause de six mois.
En 2010, il participe aux Jeux équestres mondiaux pour la deuxième fois et termine à Lexington avec une onzième place, son meilleur placement individuel dans un championnat international. Avec Tinka's Serenade, il participe aux Championnats d'Europe 2011 à Madrid.
En 2011 et 2014, Billy Twomey participe à la phase finale de la Coupe du monde. Il participe aux Jeux olympiques d'été de 2012 avec Tinka's Serenade. En mai 2016, il remporte avec Diaghilev, en tant que premier cavalier irlandais depuis 1981, le derby allemand du printemps.

## Palmarès
Ses plus grands succès individuels comprennent les victoires aux CSI / CSIO5* Grands prix de Saint-Gall (2009), Bâle (2011) et Zurich (2011), ainsi que la victoire du Top Ten mondial de 2011.
Il est sacré meilleur compétiteur d'Irlande en saut d'obstacles pour l'année 2015, avec son cheval Diaghilev.

## Vie privée
Twomey est marié, et a trois enfants.

## Ses chevaux
- Luidam (né en 1993), étalon alezan, fils de Guidam, propriété de Billy Twomey et Sue Davies.
- Pikap (2000-2008), étalon gris, fils de Kannan, propriété de Sue Davies, s’est cassé la jambe à la réception d'un obstacle en avril 2008 et a été euthanasié.